# 허위진단서작성죄
허위진단서작성죄(虛僞診斷書作成罪)란 대한민국 형법상의 범죄로 의사, 한의사, 치과의사 또는 조산사가 허위의 진단서, 검안서 또는 생사에 관한 증명서를 작성한 때에 성립하는 범죄(형 233)를 말한다. 본죄의 미수범은 처벌한다(형 235).

## 판례
- 형법이 제225조 내지 제230조에서 공문서에 관한 범죄를 규정하고, 이어 제231조 내지 제236조에서 사문서에 관한 범죄를 규정하고 있는 점 등에 비추어 볼 때 형법 제233조 소정의 허위진단서작성죄의 대상은 공무원이 아닌 의사가 사문서로서 진단서를 작성한 경우에 한정되고, 공무원인 의사가 공무소의 명의로 허위진단서를 작성한 경우에는 허위공문서작성죄만이 성립하고 허위진단서작성죄는 별도로 성립하지 않는다[1]

## 처벌
처벌은 3년 이하의 징역, 금고 이거나 7년 이하의 자격정지 또는 3천만원이하의 벌금을 처한다.